# Văn hóa giới trẻ Nhật Bản
Văn hóa giới trẻ Nhật Bản là thứ phong cách thời thượng dành cho giới trẻ và thanh thiếu niên. Nền văn hóa trẻ bao gồm các thần tượng Nhật Bản, visual kei, phong cách Lolita Goth, Nagoya kei (phong cách Nagoya) và gyaru. Các thứ văn hóa như thần tượng Nhật Bản và visual kei khởi đầu là văn hóa giới trẻ ở Nhật.

## Lịch sử
Văn hóa trẻ tại Nhật Bản khởi đầu từ giữa thập niên 1980 với phong cách visual kei với các ban nhạc như D'erlanger, X Japan và Buck Tick. Trong thập niên 1990, mô hình thần tượng khởi đầu với nhóm nhạc thần tượng Morning Musume. Các thứ văn hóa khác dành cho giới trẻ là Nagoya kei và phong cách Lolita Goth. Các nhóm nhạc thần tượng Nhật như Cute, Morning Musume và Arashi khởi đầu sự nghiệp bằng lực lượng fan hâm mộ trẻ tuổi và thanh thiếu niên. Các ban nhạc visual kei như An Cafe, Ayabie và Lynch. khởi đầu sự nghiệp với ngày càng nhiều các fan trẻ tuổi và tuổi teen, và các nhóm nhạc nữ như AKB48 và Berryz Kobo tham gia góp giọng tại ngày càng nhiều buổi biểu diễn ở khu vực châu Á, châu Âu và Mỹ. Tiểu văn hóa gyaru bắt đầu xuất hiện từ thập niên 2000 dưới dạng văn hóa giới trẻ và phong cách gyaru khởi đầu từ bài hát "Watchin' Girl" của ban nhạc alternative rock Shonen Knife, còn phong cách Lolita Goth xuất hiện dưới hình thức văn hóa trẻ là từ những năm 1990-2000 với nghệ sĩ nhạc rock visual kei người Nhật là Mana nằm trong các ban nhạc visual kei là Malice Mizer và Moi dix Mois.

## Danh sách văn hóa trẻ
- Nagoya kei, thể loại con nằm trong visual kei
- Visual kei
- Thần tượng Nhật Bản
- Phong cách Lolita Goth
- Phong cách Gyaru
- Phong cách Gyaru-oh
- Điệu nhảy Para Para
- Cosplay
- Otaku